# Biblia

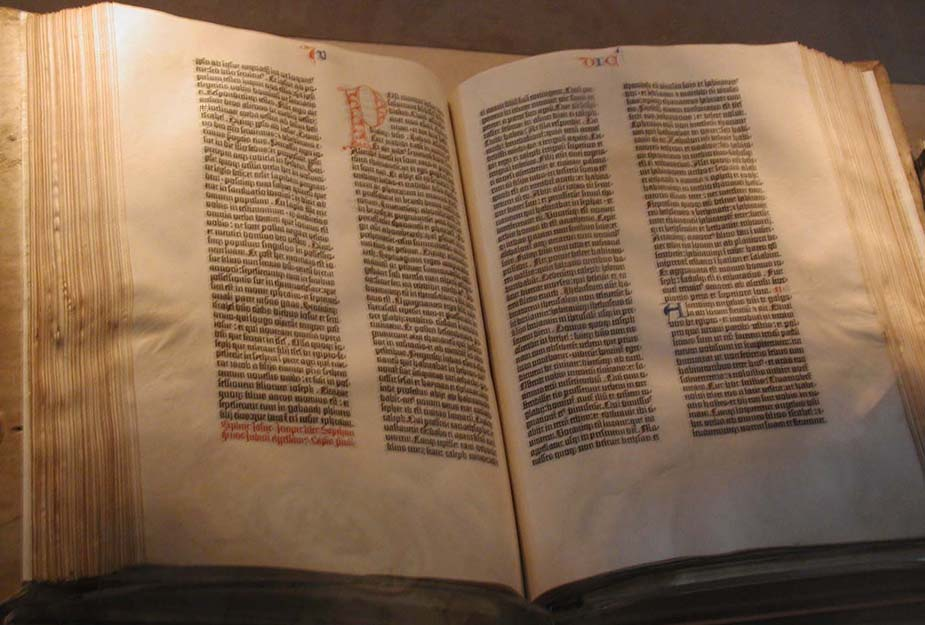
Biblia - prima ediție tipărită (Gutenberg, 1455)

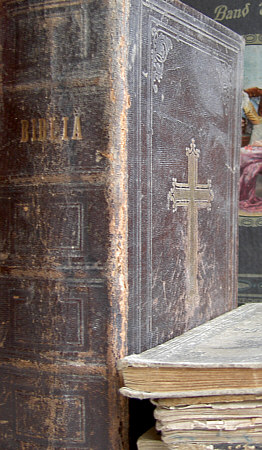
Biblia din anul 1866

Biblia (din limba greacă βιβλίον, plural βιβλία - cărți) se referă la Scripturile sacre din iudaism și creștinism. Pentru evreii religioși, Biblia constă doar din Biblia ebraică. Pentru creștini, Biblia constă din Vechiul Testament (o versiune a Bibliei ebraice) împreună cu Noul Testament. Biblia este cea mai răspândită carte din lume.
Scrierile din Biblia ebraică sunt compilații ale unor documente separate (numite „cărți”), scrise într-un interval de timp de circa 1000 de ani. Istoricii Bibliei consideră că Biblia ebraică este rezultatul activității a circa 100-150 scriitori diferiți, provenind din cărturarii aflați în serviciul conducătorilor politici și clericali din regatele Israelului și Iudeei antice. Cărțile acestea au fost adunate în secolele I-II d.Hr. pentru a forma prima Biblie ebraică, Tanach sau Hamikrá.
Vechiul Testament creștin este bazat la unele biserici nu pe originalul ebraic, ci pe o traducere in greacă a Bibliei ebraice cunoscută sub numele de Septuaginta, realizată înainte de crearea formei definitive a Bibliei ebraice. Odată cu adăugarea Evangheliilor și a altor scrieri suplimentare ia naștere Biblia creștină sau Sfânta Scriptură, care conține atât Vechiul Testament (cunoscut, în general sub denumirea de „text ebraic”), cât și Noul Testament (cunoscut în general sub denumirea de „text grec”, datorită limbii în care a căpătat caracter public și notorietate).
Conform lui R. E. Friedman, data cea mai timpurie la care a început scrierea Bibliei ebraice ar putea fi 922 î.Hr. Cele mai vechi inscripții care cuprind texte din Biblie sunt două amulete în formă de mici suluri de argint care datează din 587-586 î.Hr. și sunt scrise în paleo-ebraică.  Scrierea Noului Testament s-a încheiat în jur de 120 d.Hr. Modificarea sa a continuat până la Comma Johanneum, adăugată în 1522 d.Hr. La origini a avut cincisprezece sau șaisprezece autori. Ultima sa carte (cronologic), a fost A doua epistolă a lui Petru, datată circa 110 d.Hr.

## Structura Bibliei
Prima parte a Bibliei creștine este numită Vechiul Testament (din grecescul "palaia diathékè"). Vechiul Testament reprezintă în mare traducerea grecească (sau din aceasta în alte limbi) a textului sacru ebraic așa cum era el prin secol II î.H. O împărțire cu origine evreiască pe criterii funcționale a Vechiului Testament îl împarte pe acesta în Legea ("Legea lui Moise", "Pentateuhul", adică primele "cinci cărți" ale Bibliei), Profeții și Scrierile Sfinte. 
A doua parte a Bibliei creștine este numită Noul Testament.

## Interpretări ale textului biblic
- Biblia, ca document literar, se integrează în literatura antică a Orientului Apropiat. Această literatură este în mare parte anterioară textelor biblice care s-au inspirat deseori din ea, mai ales în privința relatărilor referitoare la originea lumii și a umanității.[10]

- O altă categorie de scrieri care au precedență în alte culturi ce i-au dominat pe evrei, sunt legile:

Legile sunt indispensabile oricărei societăți cât de cât organizate; pentru a le spori autoritatea, ele erau puse adesea pe seama unei divinități, așa cum s-a întâmplat cu celebrul cod al lui Hammurabi (sec. al 18-lea î.H.), pe care i-l înmânase zeul Șamaș. În Israel se socotea că toate legile îi fuseseră date lui Moise de către Iahve și din această pricină ele sunt consemnate în Pentateuh.— Edmond Jacob, Vechiul Testament
- Concepția însăși de trimis al lui Dumnezeu, care se află la baza profetismului biblic, este un împrumut, el provenind de la amoriți, așa cum arată tăblițele de la Mari[12] Ed. Jacob constată:

E destul de curios să constați că autenticitatea mozaică a Pentateuhului, care a constituit vreme de secole criteriul dreptei credințe, atât în iudaism cât și în creștinism, nu are un fundament solid în Pentateuh. […] Teza conform căreia întreg Pentateuhul a fost scris de Moise nu se întâlnește decât începând cu secolul întâi înainte de Hristos. Prima mențiune apare în cartea Jubileelor, un fel de parafrază la Facere, unde Dumnezeu însuși scrie Pentateucul pentru Moise. Admisă de către Filon din Alexandria, Flavius Josephus și autorii Noului Testament, această teză se încetățenește în ansamblul tradiției evreiești și creștine, nefiind contestată decât de câțiva eretici. Nașterea simțului critic mai întâi la evrei și mai târziu, sub influența lor, și la creștini, va opune argumente serioase împotriva mozaicității globale a Pentateucului. S-a recunoscut astfel că era imposibil să i se atribuie lui Moise însemnarea despre regii care au domnit peste Edom înaintea unui rege peste Israel (Geneza 36:31) și a fortiori relatarea propriei sale morți (Deuteronom cap. 34). S-a încercat totuși uneori ocolirea acestor dificultăți admițându-se că Moise s-a folosit de documente anterioare, inclusiv din epoca străveche, însă pentru mințile cât de cât critice a fost evident că «sursele» lui Moise erau nu anterioare, ci posterioare epocii în care a trăit.— Edmond Jacob, Vechiul Testament
- Din punctul de vedere al mesajului, Biblia este o saga ce redă în mod coerent și irezistibil teme eterne, fundamentale și general-umane: eliberarea unui popor, rezistența permanentă la opresiune și lupta pentru egalitate socială. Ea exprimă elocvent sentimentul profund al posedării unei origini, al experienței și destinului comun atât de necesare supraviețuirii oricărei comunități umane.
- În termeni pur istorici, azi știm că Biblia s-a constituit într-o primă etapă ca răspuns la greutățile și provocările cu care istoria încerca poporul minusculului regat Iuda în timpul ultimelor lui decenii de existență (adică ultimele decenii ale sec. VII î.H.), ca și acelea ale comunității încă și mai reduse a celui de-al doilea Templu din Ierusalim, în timpul perioadei post-exilice.[14] Ea are uneori alura unui basm popular, așa cum de exemplu se întâmplă în relatarea din Facere, unde Dumnezeu miroase fumul ofrandei lui Noe și plăcut impresionat fiind, decide să cruțe Pământul pe viitor de distrugeri catastrofale. Relatarea din Geneza 8:20-21 este de altfel o reluare a descrierii mitului babilonian al lui Ut-Napiștim, care și el dându-se jos din corabie după potop, își impresionează zeii cu vaporii suavi ai unui sacrificiu.[15]), sau descrierile fabuloase din Facere (Geneză) unde „Fiii lui Dumnezeu” se împreunează cu fiicele oamenilor, uriașii umblând pe atunci, ni se spune, pe Pământ (Geneza 6:1-4). Ideea aceasta atât de recurentă în Vechiul Testament a zeului căruia trebuie să-i aduci ofrande pe altar, al zeului antropomorfic mirosind fumul, denotă originea iudaismului în forme ale religiei primitive, în care se considera că omul nu se poate apropia de un superior, uman sau divin, fără a-i oferi acestuia un dar. Sacrificiile animale cu rol de ofrande alimentare pornesc de la ideea că credinciosul se pune de acord cu divinitatea împărtășindu-i acesteia o bucată din animalul vânat sau crescut și ucis pentru consum.[16] Alura de basm a Bibliei apare însă nu numai în Vechiul Testament, căci o regăsim și în Noul Testament, unde, de exemplu, Iisus și Fecioara Maria sunt descriși de către Apocalipsă într-un cadru populat de „balauri roșii cu șapte capete și zece coarne” ca pe niște persoane fabuloase; de ex., Iisus are „păr și cap alb ca lâna și ca zăpada, picioare ca arama arsă, glas ca vuietul apelor, ține în mâna dreaptă 7 stele și din gură îi iese o sabie ascuțită cu 2 tăișuri”, „fața lui e ca soarele când strălucește în puterea lui”, „e așezat pe un nor alb iar pe cap are o cunună de aur și în mână ține o seceră ascuțită, dar este și călare pe un cal alb”.[17]

## Versiuni ale Bibliei

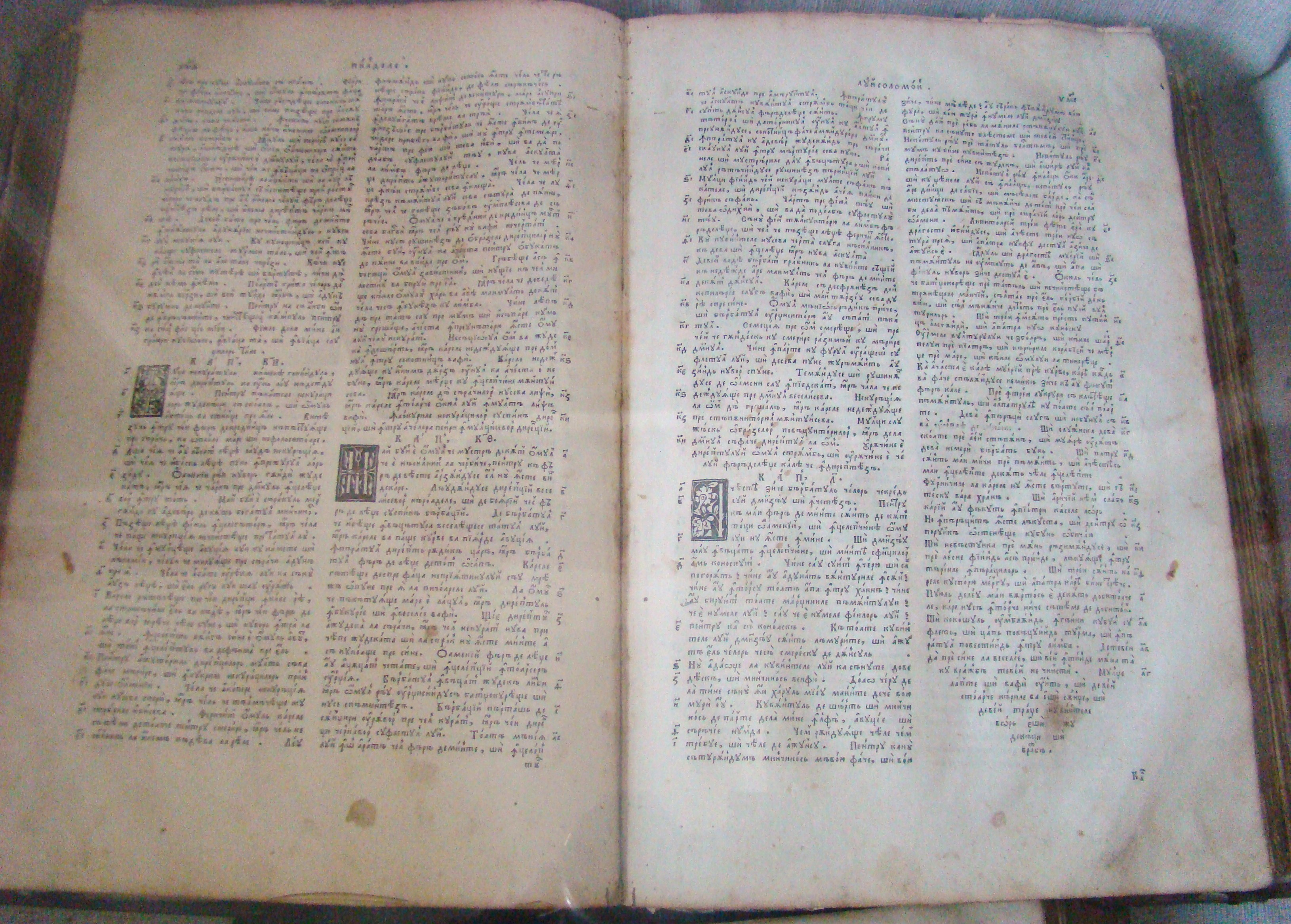
Biblia lui Șerban Cantacuzino (1688)

Biblia ebraică constă din trei secțiuni: „Legea” (Torah), „Profeții” (Neviim) și „Scrierile” (Ketuvim), care se regasesc in Vechiul Testament al creștinilor. De la inițialele numelor celor trei secțiuni, este cunoscută în ebraică sub numele de „Tanakh”. Biblia ebraică este scrisă în ebraica clasică, cu excepția câtorva texte în aramaică.
Biblia creștină conține Vechiul Testament, conținând cărțile Tanakhului, la care se adaugă pentru anumite biserici și diferite alte cărți (în general în lb. greacă), denumite și cărți deuterocanonice sau apocrife, și Noul Testament, alcătuit din cele patru Evanghelii plus Faptele Apostolilor (al doilea volum la Evanghelia după Luca), Epistolele pauline, Epistolele catolice și Apocalipsa. Numai 8 din cele 27 de cărți din Noul Testament sunt scrise în mod cert de autorii cărora le sunt atribuite..
Despre ediția 1819, Sankt Petersburg, vezi: 

### Biblia în limba română
Prima traducere integrală a Bibliei în limba română a fost tipărită în 1688. Biblia a cunoscut mai multe traduceri în limba română. Denominațiile neoprotestante folosesc traducerea Bibliei în limba română de Dumitru Cornilescu, cu sau fără explicații. De remarcat că traducerea Cornilescu a fost inițial acceptată de Biserica Ortodoxă, prima traducere a lui Dumitru Cornilescu a apărut cu binecuvântarea patriarhului României, fiind ulterior respinsă de Biserica Ortodoxă (după ce preotul Dumitru Cornilescu a început să dea învățături specifice cultelor evanghelice cum ar fi îndreptățirea prin credință), dar folosită de Oastea Domnului și de confesiunile neoprotestante. Criticii din vremea publicării ei au considerat-o „net superioară oricărei alte traduceri, fiind prezentată într-o limbă suplă și curgătoare, care lipsește oricărei alte traduceri; fiind expusă într-o limbă care vorbește înseși inimilor oamenilor”. Biserica Ortodoxă Română a generat, la rândul ei, mai multe traduceri de-a lungul timpului, fie integrale fie parțiale, a Sfintei Scripturi, e.g., Biblia „Carol al II-lea”, Palia de la Orăștie, „Biblia pe versuri tocmită”.

## Concepția despre Biblie bazată peSola Scriptura

### Biblia drept cuvânt revelat al lui Dumnezeu
Deși cei mai mulți creștini consideră Biblia a fi Cuvântul revelat al lui Dumnezeu (sau că autorul ei este Dumnezeu însuși), bazându-se în mod special pe mai multe citate din Biblie: „toată Scriptura este insuflată de Dumnezeu” (Timotei 3:16), „Cuvântul Domnului rămâne în veac” (Petru 1:25), „căci nici o prorocie n-a fost adusă prin voia omului: ci oamenii au vorbit de la Dumnezeu, mânați de Duhul Sfânt” (Petru 1:21), „Domnul a vorbit” / „Cuvântul Domnului a vorbit”, acest lucru nu poate fi demonstrat științific. Pe de o parte, unii creștini se bazează pe o logică circulară (premisa prin care se încearcă să se demonstreze un fapt având ca dovadă faptul însuși): „Biblia este cuvântul lui Dumnezeu pentru că așa scrie în Biblie, iar ceea ce scrie în Biblie trebuie să fie adevărat pentru că este cuvântul lui Dumnezeu”.

#### Doctrina infailibilității Bibliei
Unii creștini afirmă infailibilitatea Bibliei (definiția lui Wayne Grudem): „Scriptura, în manuscrisele sale originale, nu afirmă nimic contrar faptelor obiective”. Un alt teolog consideră acestă definiție „mai simplistă”.
Argumentul este deductiv: Biblia este cuvântul lui Dumnezeu, iar Dumnezeu nu poate minți. Conform lui D.M. Beegle, cei care cercetează Biblia inductiv (nu deductiv) nu pot fi de acord cu lipsa de greșeli a ei.
Conform unor creștini, doctrina infailibilității Bibliei își are sprijin și în sursele exterioare Bibliei, cum ar fi scrierile istoricilor romani, care atestă, spre exemplu, existența lui Isus Hristos. Ei privesc anumite versete din Vechiul Testament drept profeții cu privire la Mesia (identificat de creștini cu Isus Hristos), ceea ce le întărește convingerea de infailibilitate a scripturii, considerând împlinirea acestor susțineri creștine drept miraculoasă. Din punct de vedere al studiilor biblice afirmația că Vechiul Testament ar fi proorocit vreodată ceva despre Isus nu este un adevăr istoric, iar puținele legături dintre biografia lui Isus din Noul Testament și imaginea lui Mesia din Vechiul Testament au fost inventate de creștinii deja convinși că Isus era Mesia. Alte coincidențe provin din interpretarea drept proorocii ale unor versete care nu constituie profeții, sau ale unor versete care sunt proorocii, dar nu menționează cuvântul Mesia.
Susținătorii literalismului biblic „neagă ideea că infailibilitatea și lipsa de greșeli ale Bibliei ar fi limitate doar la teme spirituale, religioase sau de mântuire și nu în domeniile istoriei sau științelor empirice. Noi negăm că ipotezele științifice despre istoria Pământului pot fi folosite legitim pentru a răsturna învățăturile Scripturii despre crearea lumii și despre potop.”
Semnatarii „Aserțiunii de la Chicago asupra lipsei de greșeli a Bibliei” afirmă că deoarece nu mai există manuscrise originale ale Bibliei, cele care există azi nu pot fi privite drept lipsite de greșeală.
Louis Markos a scris:
Mi-e tare milă de Bart Ehrman. Se pare că fundamentalismul în care a fost crescut credinciosul creștin devenit debunker al Bibliei nu l-a pregătit pentru încercările cărora a trebuit să le facă față la facultate. El a fost învățat în mod corect că nu există contradicții în Biblie, dar a fost școlit, foarte greșit, să interpreteze natura necontradictorie a Bibliei în termeni moderni, științifici și post-iluminiști. Adică el a fost stimulat să testeze adevărul Bibliei printr-un sistem de verificare care există de doar 250 de ani.
În ce privește creștinismul, termenul de bibliolatrie este folosit într-un sens derogatoriu referitor la cei care fie au o devoțiune extremă față de Biblie, fie susțin o accepțiune foarte severă a doctrinei lipsei de greșeli a Bibliei.
Dacă e s-o spun pe șleau, motivul pentru care nu există mulți cercetători de ținută care cred în «lipsa de greșeli» a Bibliei este deoarece, o spun cu tot respectul, nu este o teză care să poată fi susținută. Biblia este plină de contradicții, și da, de greșeli. ... Întrebarea nu e dacă există discrepanțe și, da, erori în Biblie, ci dacă aceste erori subminează în mod fundamental credibilitatea textului. Chiar cei mai conservatori, credincioși și pioși cercetători academici ai Bibliei recunosc problemele textului ei.— Robin Ngo, Bible Secrets Revealed. Robert Cargill responds to viewers’ questions on the History Channel series
Majoritatea creștinilor și a evreilor nu practică interpretarea literală a Bibliei conform metodei Sola Scriptura.
De-a lungul secolelor XVIII și XIX, diverse episoade ale Bibliei (de exemplu potopul lui Noe, crearea lumii în șase zile, crearea femeii dintr-o coastă a bărbatului) au fost privite din ce în ce mai mult drept legendare decât drept literal adevărate. Aceasta a condus la punerea în continuare la îndoială a veracității textelor biblice. Conform unui articol din Theology Today publicat în 1975, „Au fost lungi perioade din istoria bisericii în care lipsa de erori a Bibliei nu a fost o problemă crucială. S-a observat de fapt că doar în ultimele două secole putem vorbi în mod legitim de o doctrină formală a lipsei de erori a Bibliei. Argumentele pro și contra au umplut multe cărți și aproape fitecine poate deveni parte la această discuție”.

În anii 1970 și 1980, totuși, dezbaterea din cercurile teologice, care era centrată pe problema dacă Biblia era doar infailibilă ori atât infailibilă cât și lipsită de greșeli, a ieșit în prim-plan. Unele seminarii creștine, cum ar fi Princeton Theological Seminary și Fuller Theological Seminary, au adoptat formal doctrina infailibilității dar au respins doctrina lipsei de erori. Fuller, de exemplu, explica:
Acolo unde lipsa de greșeli se referă la ceea ce Sfântul Duh vorbește bisericilor prin scriitorii Bibliei, susținem folosirea acesteia. Atunci când accentul cade pe sublinierea prea pronunțată a unor chestiuni cum ar fi detaliile cronologice, secvențele precise de evenimente și aluziile numerice, vom considera termenul drept greșit și necorespunzător.
Cealaltă parte a dezbaterii s-a centrat în jurul magazinului Christianity Today și cărții intitulate The Battle for the Bible de Harold Lindsell. Autorul afirma că prin pierderea doctrinei lipsei de greșeli se va obține dezbinarea bisericii, iar fundamentaliștii s-au raliat acestei idei.
Aceasta a făcut parte din controversele Convenției Baptiștilor de Sud (SBC); în final SBC a adoptat poziția că Biblia este atât infailibilă cât și lipsită de greșeli, cum este redat în ediția din anul 2000 a Baptist Faith and Message.
Pastorul evanghelic Steve Gregg afirmă că inerantismul fundamentalist contra căruia luptă cu îndârjire Bart Ehrman nu mai este demult o credință evanghelică, Ehrman clădindu-și casa pe nisip, adică pe inerantism superstițios. Conform lui Gregg credința că Biblia nu are niciun fel de greșeli este o superstiție.

### Coerența internă
Un argument adus de credincioși în sprijinul originii supranaturale a Bibliei e ceea ce se consideră a fi coerența ei internă teologică (și factuală), în ciuda numeroșilor autori umani care au contribuit la scrierea ei de-a lungul unei perioade extrem de extinse de timp, în contexte foarte variate.
În documentarul History Channel The Bible Unearthed (Biblia dezgropată) prof. Richard Friedman, prezentat ca autoritate mondială în materie de Biblie ebraică afirmă că ea nu este o carte, ci cărți, o întreagă bibliotecă având între 100 și 150 de autori, scrisă de-a lungul unui mileniu. Tot el afirmă că este un miracol că acești autori au reușit să prezinte un mesaj coerent.
Contradicțiile din Biblia ebraică sunt o problemă pentru cei care au un concept elenist, deci monist, de adevăr unic. Dar ele nu erau o problemă în lumea ne-elenizată care a produs Biblia ebraică.

### Critici
Aceste afirmații pot fi testate în mod științific prin studiul transmiterii și coerenței logice a Bibliei. Bart Ehrman afirma faptul că potrivit celor mai de seamă cercetători biblici de limbă engleză (William L. Petersen, Eldon J. Epp, AnneMarie Luijendijk, Kim Haines-Eitzen și David C. Parker) „originalele Bibliei” nu mai există și de fapt nu mai are niciun sens să discutăm despre ele, fiind un concept absurd.
Despre copierea Bibliei: Bart Ehrman susține că el nu are niciun motiv să creadă în miracolul că Biblia a fost inspirată de Dumnezeu, deoarece nu s-a produs miracolul copierii exacte. De exemplu, bibliștii dezbat dacă la scena sacrificării lui Isaac, Avraam „a văzut un [singur] berbec” sau „a văzut berbec în spatele lui” — scrie „unul” sau „în spatele”? Codexul de la Leningrad susține varianta cu un singur berbec, dar gramatica este eronată, aceasta depinde de o singură literă care putea fi copiată greșit, iar diverși copiști ai Bibliei ebraice susțineau versiuni diferite ale relatării, semn că textul masoretic se afla într-un proces de evoluție în Evul Mediu.
Cât despre coerența internă a Bibliei: Bart Ehrman consideră că Biblia nu are un singur răspuns la problema suferinței, diverși autori ai Bibliei oferind soluții diverse și adesea contradictorii. De exemplu, doctrina profeților este „bine faci, bine găsești, rău faci, rău găsești”, Iov și Ecleziastul consideră că doctrina profeților nu este adevărată, iar doctrina din Cartea lui Daniel și Apocalipsa lui Ioan este „bine faci, rău găsești, rău faci, bine găsești, dar continuă să faci binele pentru o răsplată postumă”.
Finkelstein și Silberman analizează motivele pentru care bibliștii nu mai cred că Moise ar fi scris ceva din Biblie: dublete sau triplete de povești, uneori contradictorii, plus refrenul „până-n zilele noastre”, plus anacronisme.
Afirmația că Biblia are o inerentă coerență internă conține o oarecare doză de subiectivitate, căci este evident că evreii vorbesc despre propria lor Biblie (textul masoretic) cu interpretarea ei, care diferă teologic de aceea despre care vorbesc creștinii (adică Biblia creștină, Vechiul Testament ce provine în unele traduceri ale Bibliei dintr-un document diferit de cel masoretic și care a primit o interpretare teologică diferită, de exemplu interpretarea diverșilor profeți în chestiunea lui Mesia).
William John Lyons a citat diverși autori care afirmă: „Ca oricare altă știință reală, Teologia Noului Testament își are scopul în ea însăși, fiind total indiferentă față de orice dogmă și de Teologia Sistematică ... spiritul cercetării istorice a înlocuit actualmente doctrina tradițională a inspirației”.
În general creștinismul liberal nu are nicio problemă cu faptul că în Biblie există greșeli și contradicții. Creștinii liberali resping dogma că Biblia ar fi lipsită de greșeli, pe care o văd drept idolatrizarea (fetișizarea) Bibliei. Martin Luther declara cu emfază „dacă dușmanii noștri apelează la Scriptură contra lui Hristos, noi apelăm la Hristos contra Scripturii.” Un fost episcop al Bisericii Episcopale din SUA declara că interpretarea literală a Bibliei este erezie.
Christine Hayes declara: „Oamenii care pun semnul egal între adevăr și fapt istoric vor sfârși prin a vedea Biblia cu dispreț, drept o urzeală de minciuni naivă și rudimentară, deoarece este plină de elemente care nu pot fi literal adevărate. Dar a o vedea astfel este o confuzie de gen literar. Hamlet de Shakespeare deși plasat în Danemarca, un loc real, nu este fapt istoric.” John J. Collins declara: „Majoritatea savanților biblici s-au împăcat cu faptul că o mare parte (nu toată!) din narațiunea biblică este doar vag legată de istorie și nu poate fi verificată.” Jean-Paul Yves Le Goff, doctor în istorie cu o teză despre relația dintre revelație și istoria creștinismului din punct de vedere al istoricilor moderni, declara pe YouTube că validitatea istorică a Vechiul Testament este redusă, iar validitatea istorică a Noului Testament este și ea redusă, dar acestea nu sunt motive pentru a nu fi credincios.

### Răspunsul la critici
Allan Bloom consideră că antropologia și critica superioară sunt blasfemii când sunt aplicate Bibliei.

Există o carte a unui savant american care încearcă să motiveze științific Biblia. Asta e o prostie. Biblia are nevoie de știință cum am eu nevoie de Securitate.— Petre Țuțea
Bloom are dreptate: o universitate majoră ar fi cel mai improbabil loc din lume care ar prezenta Biblia drept Cuvântul lui Dumnezeu; mai degrabă universitățile distrug sistematic credința în Biblie în cadrul programelor de studii biblice.

## Concepția ortodoxă asupra Bibliei
Biblia reprezintă un proces progresiv revelatoriu, Dumnezeu lucrând prin oameni ce nu sunt desăvârșiți (i.e. fără de păcat). În concepția ortodoxă, Biserica Ortodoxă singură este păstrătoarea și interpretatoarea infailibilă a Bibliei. Prin urmare, revelația nu este (doar) o sumă de cunoștințe teoretice transmise textual, ci o trăire spirituală (i.e. duhovnicească) ce se poate obține doar într-un anumit context. Scopul suprem al revelației nu este descrierea actelor lui Dumnezeu, ci dezvăluirea scopului final al existenței umane. Deși Revelația supranaturală s-a desăvârșit odată cu Hristos, aceasta este activă, în continuare, în Biserică, urmărindu-se unirea credinciosului cu Hristos prin dialog revelator și personal.
În concepția ortodoxă, Biblia nu poate fi înțeleasă fără Sf. Tradiție. Aceasta este însuflarea Duhului Sfânt (în sens strict, de la Apostoli încoace) și actualizarea Scripturii în Biserică.
Nu există un document oficial care să afirme poziția Bisericii Ortodoxe în legătură cu interpretarea Bibliei. Cel mai apropiat de un astfel de statut, este declarația de la Moscova din august 1976, a unei comisii doctrinale ortodoxo-anglicană, ce afirmă:
- Biblia este un tot unitar
- Este de inspirație divină și de expresie umană
- Exprimă cuvântul lui Dumnezeu în limbaj omenesc

În general, ortodoxia nu este preocupată îndeosebi cu critica biblică, întrucât distinge trei diferite niveluri hermeneutice ale Bibliei:
1. Istorică (în care se încadrează și critica biblică)
2. Teologică
3. Mistică

Conform lui Constantin Oancea „Biserica ortodoxă nu a făcut niciodată din chestiunea autorului unei cărți o chestiune dogmatică.”
Conform Bibliei diortosite de Bartolomeu Anania (2001) „Pentru Noul Testament a fost folosită ediția critică a lui Kurt Aland.” Adică a fost folosit Novum Testamentum Graece numit și „text critic”, „aparat critic” sau Nestle-Aland. Anania sublinia necesitatea de a actualiza periodic atât textul după care se traduce cât și traducerile Bibliei.
Emanuel Conțac a exprimat îndoieli că Biblia ortodoxă ediția 2001 ar fi fost tradusă după textul critic.
Bisericile ortodoxe dezaprobă citirea Bibliei de către laici.

## Alte concepții legate de Biblie

### Arheologie
Ze'ev Herzog afirma că arheologia ne prezintă o imagine complet diferită a istoriei Israelului antic față de cea care reiese din poveștile din Biblie.
Cred că trebuie să evităm extremele.
Minimaliștii reduc Biblia la o fraudă pioasă, iar asta cred eu merge mult, mult prea departe.
Pe de altă parte dacă noi, ca oameni moderni, citim Biblia în mod literal precum fundamentaliștii, o reducem la absurd.

Eu aș căuta să evit ambele extreme.—  William Dever, Lateline. It Ain't Necessarily So

### Interpretarea alfabetului folosit conduce la o cronologie a scrierii Bibliei
Azi teologii acceptă însă că în decursul timpului nu numai redactorii inițiali au pus text în Biblie, ci și scribii, anume cei care au recopiat textul de la o generație la alta și uneori au schimbat textul fără s-o menționeze. Apare astfel întrebarea dacă și ei au fost inspirați de Dumnezeu, sau mai inspirați de Dumnezeu decât redactorii inițiali, mai ales că motivația unor astfel de corecturi e evidentă, și anume atenuarea antropomorfismelor (ex.: Numeri 11:15; Zaharia 2:12; Plangeri 3:20).
Credința că Biblia constituie „cuvântul revelat al lui Dumnezeu” nu ține cont de faptul că textul sacru iudaic se bazează pe falsuri istorice, cum este de exemplu concepția că sistemul de vocalizare (vocalele din Biblia ebraică) este străvechi (textele ebraice cele mai vechi conțin doar consoane). Vocalele au fost adăugate în secolul XI d.Hr. (în mod obișnuit ebraica se scrie fără vocale, iar textul biblic nu conținea spații sau semne de punctuație).
Cele mai vechi manuscrise masoretice vocalizate datează de la sfârșitul secolului IX e.n.

### Biblia privită din punct de vedere moral
Important este că, fie că afirmațiile ei sunt sau nu adevărate, Biblia este presupusă a fi sursa moralității noastre. Iar poveștile biblice ale distrugerii Ierihonului de către Iosua și invadării spațiului vital (lebensraum) al Țării Făgăduite nu pot fi în general distinse din punct de vedere moral de invadarea Poloniei de către Hitler sau de masacrarea kurzilor și arabilor din mlaștini de către Saddam Hussein. Biblia poate fi o operă de ficțiune captivantă și poetică, dar nu este o carte potrivită pentru ca s-o dai copiilor tăi spre a le forma moralitatea.— ABC Radio National, 26 noiembrie 2006, Background Briefing. Richard Dawkins and God.
Teza de mai sus este departe de a fi un punct de vedere doar al ateilor, ci este acceptată pe larg în breasla bibliștilor, conform lui Shaye J.D. Cohen: „Cercetarea/cercetătorii moderni ai Bibliei (CMB) pornesc de la premizele următoare: ... Biblia conține multe idei/legi pe care modernii le consideră scandaloase”.
În anumite școli elementare și gimnaziale din statul Utah, SUA, Biblia a fost interzisă drept carte pornografică și violentă. Legislația din acest stat interzice cărțile pornografice din bibliotecile școlare. Similar în statul Texas.